# Густавссон, Андерс
А́ндерс Гу́ставссон, в СССР — Андрей Густавович Густавсон (швед. Anders Gustavsson; 29 октября 1899, Твоокер, Варберг, Халланд, Швеция — 1990, Ленинград, СССР) — шведский коммунист, военный переводчик и фронтовой пропагандист, участник Великой Отечественной войны, майор РККА. Преподаватель-филолог в ЛГУ.

## Биография

### Ранние годы
Родился 29 октября 1899 года на хуторе Мосса в Твоокере (лен Халланд) в семье фермеров, владевших участком в Морупе. Мать умерла, когда рожала десятого ребёнка.
Андерс в раннем возрасте переехал в Фалькенберг, где его отец устроился на работу. Учился в начальной школе на «хорошо», но из-за бедности семьи не мог продолжить обучение. Устроился работать сначала в типографию (наборщик для газеты Falkenbergs-Posten, а потом на кирпичный завод. Состоял в Социал-демократической молодёжной ассоциации и движении трезвенников. После раскола шведских социал-демократов он перешёл в Левую социал-демократическую партию Швеции, которая вскоре стала известна как Коммунистическая партия Швеции.

### Начало жизни в СССР
В 1925 году делегация из 300 шведских коммунистов прибыла в СССР для обучения. Среди них был и Андерс, который желал убедиться в том, что «права рабочих были обеспечены в СССР». Через год он переехал в Москву, где начал учиться в МГУ, а также встретил свою будущую жену — Людмилу, уроженку Ленинграда. В течение 4 лет Андерс с помощью супруги выучил русский язык и полностью акклиматизировался. Неоднократно он ездил в Швецию с лекциями о коммунизме, занимался переводами работ Ленина на шведский язык. Получив советское гражданство, Андерс поселился в Ленинграде и вступил в ВКП(б).
Помимо переводов ленинских трудов на шведский, Густавссон переводил и немецкие работы. После прихода в Германии к власти НСДАП спрос на эти переводы упал, и Густавссон устроился работать в Ленинградский интерклуб (интернациональный клуб моряков). В 1930-е годы он не избежал репрессий и был обвинён в «связях с врагами народа», за что был исключён из ВКП(б) и уволен с работы. С этого момента Андерс стал вести дневник. Одной из первых его записей стало размышление по поводу исключения из партии и последующих бед в личной жизни:

Никто не может представить, как я страдал, безвинно страдал в то время. Но я не терял надежды, хотя я и знал, что был прав, и, несмотря ни на что, я не потерял своей веры в партию.

В конце августа 1939 года Андерс восстановил своё членство в партии без каких-либо партийных взысканий. 14 октября 1939 года сделал запись в дневнике о начале Второй мировой войны и выразил надежду, что война всё-таки «будет последней битвой капитализма и фашизма — их агонией».

### Война
Андерс Густавссон нёс службу на фронте с 22 июня 1941 года, был призван Бауманским РВК. Нёс службу на Ленинградском фронте в должности редактора при 7-м отделе политуправления.
Осенью того же года его семья была эвакуирована в Илек, а сам он вступил в бои под Ленинградом. В один из дней осады он провёл пленного немецкого танкиста в город и показал ему укрепления, после чего немец признал, что вермахт вряд ли возьмёт Ленинград. Это же Андерс отметил и в своём дневнике. Зима 1941—1942 года была очень тяжела для шведа: страдая от голода и холода, он продолжал вести дневник и сообщать о происходившем. Запись от 15 февраля 1942 гласила:

На улицах каждый день видны вереницы телег, везущих трупы, но не так, как это было раньше. Большинство тел тащат на обычных салазках, покрыв их одеялом, накрыв тканью или старой одеждой.
Оригинальный текст (швед.)På gatorna ser man dagligen liktåg, men det är inte som förr. De flesta lik förs bort på vanliga små kälkar invecklade i en filt, ett fint skynke eller gamla kläder.

В апреле Андерс ещё продолжал сражаться, но в мае у него началась цинга (он весил всего 49 кг при среднем весе солдата РККА в 70 кг), и он был срочно эвакуирован по Ладоге в госпиталь. Андерс, знавший немецкий, занимался допросом пленных и вёл пропаганду через громкоговоритель, рассылая листовки. Сам он знал немецкий не на высоком уровне, но в РККА его работой были довольны и присвоили в ноябре 1942 года звание капитана.
С июня 1942 года по январь 1943 года Густавссон воевал на Карельском фронте, был инструктором и литератором в 7-м отделе политуправления.
Участвовал в Сталинградской битве: самолёты сбрасывали листовки немцам, причём текст некоторых листовок составлял сам Густавссон. К западу от города Густавссон стал свидетелем того, как самолёты с эвакуируемыми, летевшие в сторону Ленинграда, «по большей части, сбивались».
С января 1943 по декабрь 1943 служил в политотделе 5-й ударной армии (Южный фронт), находился в составе 126-й стрелковой дивизии.
В 1944 году в составе 51-й армии участвовал в освобождении Крыма и стал одним из первых солдат, вошедших в город в ходе штурма Севастополя в мае 1944:

Я присутствовал, когда мы по Перекопскому перешейку освобождали Крым. По сути, я был с одним из первых подразделений, которые пошли на Севастополь и выбили немцев. Я участвовал в стрельбе по лодкам, которые немцы использовали, пытаясь спастись.

Его радовали сообщения о победах советских войск, в том числе о прорыве блокады Ленинграда в январе 1943 года и о форсировании Днепра: последнее облегчило частям Красной Армии освобождение Севастополя. Но 2 мая 1944 года Андерс узнал ужасную новость: жена Людмила умерла после длительной болезни. С ощущением тяжести на сердце Андерс продолжал сражаться: в своём дневнике он записывал не только основные военные события (в том числе и новости об успехах западных союзников), но и описывал зверства немцев на оккупированных территориях.

Сегодня рядом с главным зданием совхоза был повешен шпион. Уродливый человек. Он управлял жилищным кооперативом во время оккупации и помогал немцам арестовывать подозрительных советских личностей. Заслуженно наказан.
Оригинальный текст (швед.)I dag blev en spion hängd i närheten av sovjetjordbrukets huvudbyggnad. En ful figur. Han hade varit godsförvaltare här under ockupationen och hade hjälpt tyskarna att sätta fast misstänkta sovjetmedborgare. Hans straff var välförtjänt.

Летом 1944 года Андерс участвовал в Белорусской операции, в освобождении Вильнюса в составе 126-й стрелковой дивизии 43 А 3 БелФ. Конец войны Андерс встретил в Восточной Пруссии, отличившись под Кёнигсбергом, Тильзитом и Рагницем в составе военной комендатуры города Тильзит 3-го Белорусского фронта.
Там же он узнал и о капитуляции Германии. Был демобилизован 20 декабря 1949 года.
После демобилизации Андерс поспешил в Казахстан, где в эвакуации находились его дочери.
За подвиги на войне Андерс был награждён девятью медалями, среди которых всегда выделял медаль «За оборону Ленинграда», а в 1986 году — орденом Отечественной войны II степени.

### После войны
После демобилизации Густавссон преподавал на кафедре скандинавских языков Ленинградского государственного университета, внеся большой вклад в развитие скандинавистики ЛГУ. Он преподавал шведский язык, возглавлял общество дружбы Швеции и СССР, стал соавтором большого русско-шведского словаря (опубликован в Москве в 1976 году) и двух книг для преподавателей шведского. Ежегодно он возлагал цветы на Пискарёвском кладбище, чтя память павших в Великой Отечественной войне.
В 1990 году Андерс Густавссон скончался в Ленинграде. По своему завещанию был похоронен в шведском Фалькенберге на церковном кладбище.

### Личная жизнь
В первом браке с Людмилой у Андерса родились две дочери — Биргит и Эльвира. Во втором браке у него родился сын.
Он владел шведским, русским, английским и немецким языками.

## Награды
- Медаль «За оборону Ленинграда»
- Медаль «За победу над Германией в Великой Отечественной войне 1941—1945 гг.»
- Медаль «За отвагу» (2 августа 1945) — за образцовое выполнение боевых заданий командования на фронте борьбы с немецкими захватчиками и проявленные при этом доблесть и мужество[5]
- Орден Отечественной войны II степени (6 апреля 1986)[1][2]

## Комментарии
1. ↑  В наградных документах иногда упоминается как Андрей Густавсонович Густавсон[3]
2. ↑  Согласно формулировке базы «Память народа» — Халанская область, Халанский район, местечко Твоокер[2].